# 극장판 도라에몽: 진구의 마계 대모험 7인의 마법사
극장판 도라에몽: 진구의 마계 대모험 7인의 마법사(映画ドラえもん のび太の新魔界大冒険 ～7人の魔法使い～)는 2007년 3월 10일 일본에서 개봉한 27번째 도라에몽 극장판이다. 
 (미즈타 와사비 성우진 시리즈으로는 두 번째 작품). 
 1984년작인 도라에몽 노비타의 마계대모험을 리메이크 한 작품이다. 흥행수입은 35.4억엔으로 역대 영화 도라에몽 작품 중 5번째로 많은 수입을 올렸다.
대한민국에서는 2008년 7월 17일에 공개되었다.

## 주제곡

### 오프닝
오프닝인 '부둥켜 안아요(ハグしちゃお)'는 나쓰카와 리미가 부른 노래로, 신 도라에몽 오프닝으로도 사용되었다.(현재는 mao의 꿈을 이루어줘 도라에몽이 대신 사용중)

### 엔딩
'더없이 소중한 시(かけがえのない詩)'는 미히마루 GT가 불렀다.

## 등장 인물
- 다영이 (성우 : 아이부 사키 / 윤미나)

- 보름달 박사 (성우 : 코모토 쥰이치)

- 대마왕 (성우 : 긴가 반조 / 정영웅)

- 메두사 (성우 : 히사모토 마사미 / 최문자)

## 도라디오
총 4화로 구성된 라디오 프로그램이다. 도라디오 피드에서 들을 수 있다.

## 트라비아
- 이 영화에서 잠깐 등장했던 캐릭터들중 여자 아이는 미히마루 GT의 멤버 히로코가, 우편배달원은 미야케가 했다.